# Darnétal
Darnétal là một xã thuộc tỉnh Seine-Maritime trong vùng Normandie miền bắc nước Pháp.

## Huy hiệu
| Arms of Darnétal | The arms of Darnétal are blazoned: Gules, a fess wavy [river] between two gear wheels argent and, in base, a printers stamp between, to dexter a weaver's shuttle and its bobbin in saltire, and to sinister a ?linen? shuttle with its ?teasel? in saltire Or. |

## Dân số
| Năm | 1962 | 1968   | 1975   | 1982   | 1990 | 1999 | 2006 |
| --- | ---- | ------ | ------ | ------ | ---- | ---- | ---- |
| Dân số | 9995 | 11,062 | 11,765 | 10,081 | 9779 | 9225 | 9531 |
| From the year 1962 on: No double counting—residents of multiple communes (e.g. students and military personnel) are counted only once. |      |        |        |        |      |      |      |